# Norops quaggulus
Norops quaggulus este o specie de șopârle din genul Norops, familia Polychrotidae, descrisă de Cope 1885. Conform Catalogue of Life specia Norops quaggulus nu are subspecii cunoscute.